# Franco Palmieri (scrittore)
Franco Palmieri (Caserta, 24 luglio 1936) è uno scrittore e giornalista italiano.
Ha esordito come scrittore nel 1964 con il romanzo Le Pecore Nere (Rizzoli), libro che vinse il Premio Rapallo. È autore di numerosi saggi, tra cui Letteratura della terza diaspora, I fiori del male, Eclisse di Roma, Ridere per vivere, Filastrocche e Girotondi, Loana e il Professore, La Memoria Giocosa, I Satiri al Caffè.
Come giornalista, ha collaborato con l'Avanti!, Il Popolo e Avvenire.
Dal 1979 ha una rubrica su Studi Cattolici (di cui è caporedattore della redazione di Roma), dal titolo Fax e Disfax.